# Koos van den Berg

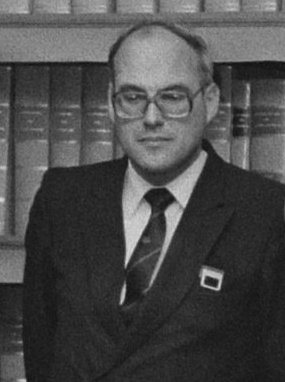
J.T. van den Berg

Jacobus Teunis " Koos " van den Berg (18 de setembro de 1942 - 21 de abril de 2020) foi um político holandês do Partido Político Reformado (SGP). Nascido em Haia, ele atuou como membro da Câmara dos Representantes de 3 de junho de 1986 a 23 de maio de 2002.
Em 21 de abril de 2020, durante a pandemia de COVID-19, Van den Berg morreu em Nunspeet devido a complicações a complicações relacionadas com o COVID-19, aos 77 anos de idade.